# Otto Pilny

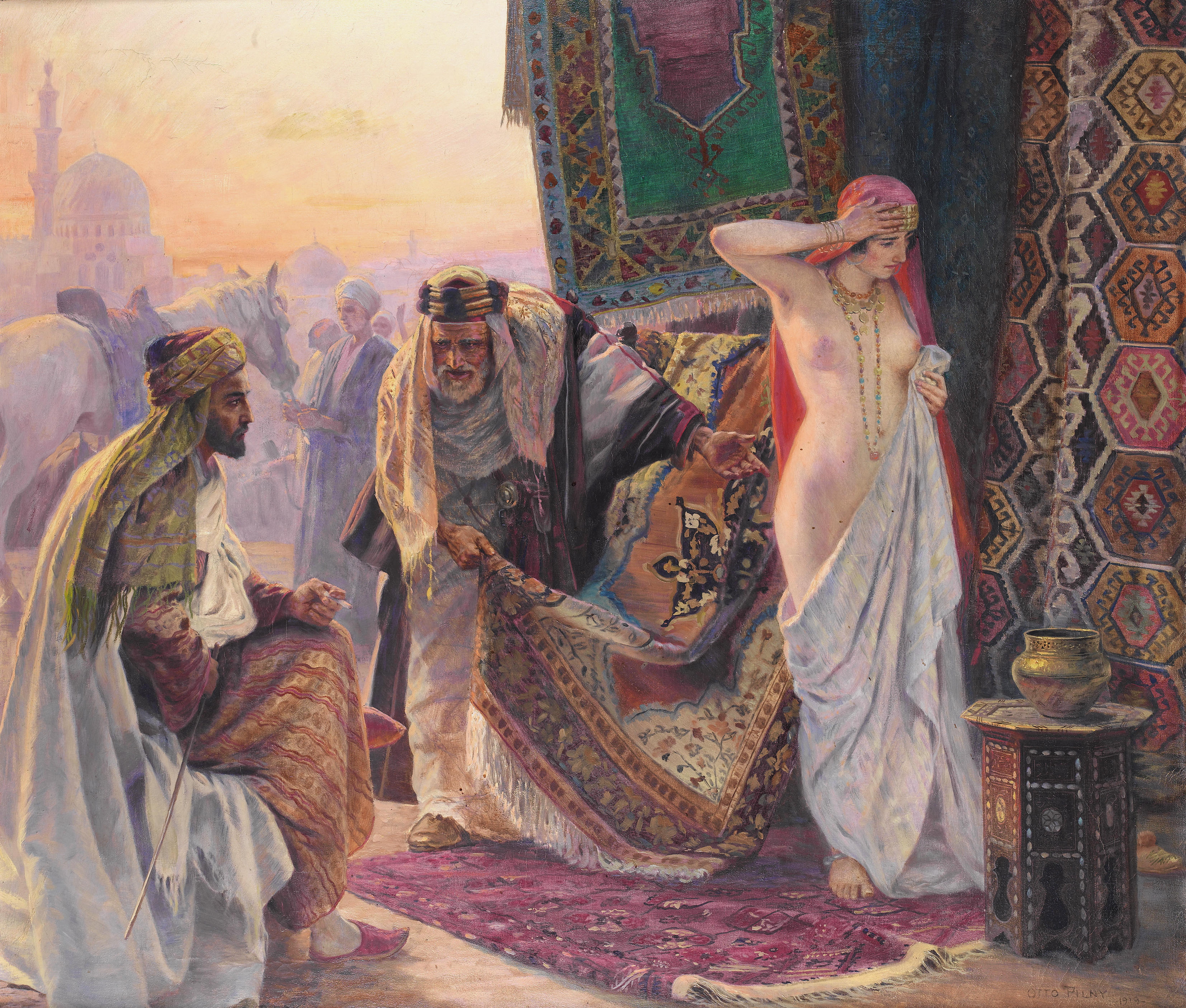
Sklavenhändler

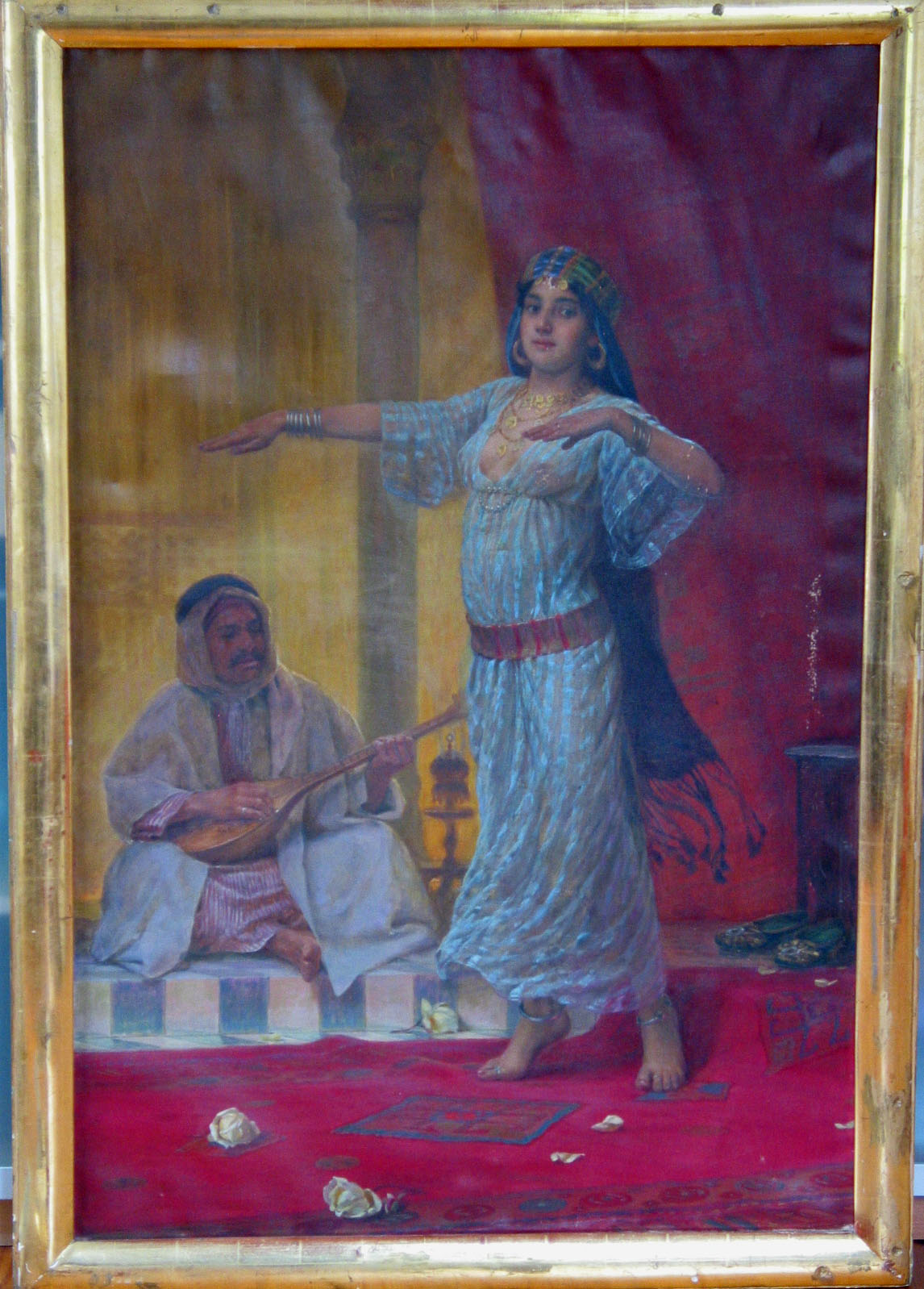
Otto Pilny: Tanzende Haremsdame, Öl auf Leinwand, Privatbesitz

Otto Pilny (* 28. Juni 1866 in Budweis; † 22. Juli 1936 in Zürich) war ein Maler des Orientalismus.

Geboren 1866 im südböhmischen Budweis kam Otto Pilny als Kind 1873 nach Prag. Über seine künstlerische Ausbildung ist nur wenig bekannt. Seine erste Orientreise trat Otto Pilny mit 19 Jahren 1885 an und verbrachte zwei Jahre mit Zelt, Malutensilien und Proviant bepackt, begleitet nur von seinem Hund, auf der Karawanenstraße zwischen Kairo und Tripolis. Nach diesen abenteuerlichen Jahren kehrte er in seine Heimat zurück und nahm vermutlich das Studium der Malerei an der Akademie in Prag auf. Doch hielt es ihn nicht lange, denn zwischen 1889 und 1892 bereiste Pilny wieder Ägypten. 1895 heiratete er in Zürich Maria Valentin und erhielt die Schweizer Staatsbürgerschaft. 1900 nahm Pilny in Wien an der Jahres-Ausstellung der Genossenschaft der Bildenden Künstler mit dem Bild „Abendgebet in der Wüste“ teil. Als Hofmaler des Vize-Königs von Ägypten wurde Otto Pilny 1906 von Abbas Hylmi II. Pascha (1874 Kairo – 1944 Genf) der Medschidieh-Orden 4. Klasse verliehen.

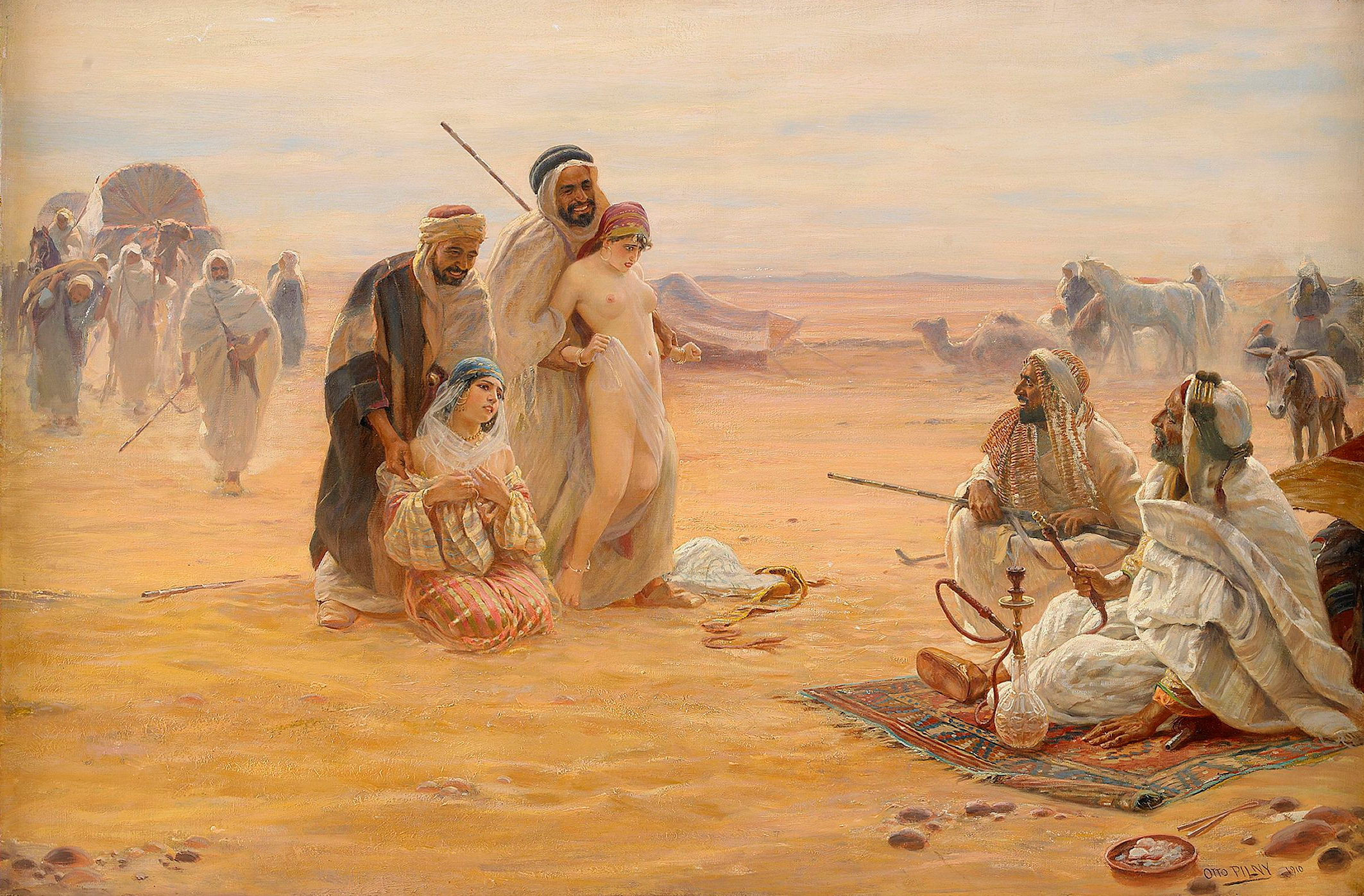
Otto Pilny: Sklavenmarkt, 1910.

Otto Pilny ist vor allem bekannt für seine Darstellungen betender Muslime. In einer Atmosphäre der religiösen Konzentration knien oder stehen Männer in Pilnys Gebetsszenen gen Mekka gewandt in der schier unendlichen Weite der Wüste. Daneben malte Pilny eine Reihe erotisch aufgeladener Szenen, in denen nackte oder halbnackte Frauen den gierigen Blicken orientalischer Männer ausgesetzt sind. Ähnlich wie die orientalistische Malerei Jean-Auguste-Dominique Ingres’,  Jean-Léon Gérômes und anderer bedienten diese Motive westliche Männerfantasien und entsprachen nicht der Realität. Die Bilder ermöglichten es westlichen Betrachtern, nackte Frauen anzuschauen und zugleich die dargestellte Handlung – Sklavenhandel, Voyeurismus, Gewalt an Frauen – moralisch zu verurteilen. So lieferten sie eine Rechtfertigung für die Betrachtung weiblicher Nacktheit gleich mit. Sowohl seine exotischen Landschaften als auch seine erotisierenden Genreszenen bedienten einen Kunstmarkt, auf dem Bilder aus dem Orient sehr gefragt waren.
Pilnys Sohn Otto Alexander Pilny (* 22. März 1897 in Zürich; † 17. März 1958 in Zürich) war ebenfalls Maler, beschränkte sich jedoch auf Ansichten der Stadt Zürich. Dessen Werke werden oft fälschlicherweise dem Vater zugeschrieben.

## Ausgewählte Literatur
- Davies, K. Orientalists: Western Artists in Arabia, the Sahara, Persia and India, New York: Laynfaroh, 2005.
- Köhn, Silke. Otto Pilny, in: Sammler-Journal, Kunst, Antiquitäten, Auktionen (Reichertshausen: GEMI Verlags GmbH), November 2009, S. 62–71.
- Linda Nochlin: The Imaginary Orient. In: The Politics of Vision. Routledge, 2018, ISBN 978-0-429-49596-0, S. 33–59.
- Tromans, Nicholas, Weeks, Emily M. et al. 2008. The Lure of the East: British Orientalist Painting. New Haven: Yale University Press, ISBN 978-1-85437-733-3.

| Personendaten    | Personendaten   |
| ---------------- | --------------- |
| NAME             | Pilny, Otto     |
| KURZBESCHREIBUNG | Schweizer Maler |
| GEBURTSDATUM     | 28. Juni 1866   |
| GEBURTSORT       | Budweis         |
| STERBEDATUM      | 22. Juli 1936   |
| STERBEORT        | Zürich          |